# South McLean, Bắc Dakota
South McLean là một lãnh thổ chưa tổ chức thuộc quận McLean, tiểu bang Bắc Dakota, Hoa Kỳ. Năm 2010, dân số của nơi này là 700 người.